# Bánov (okres Nové Zámky)
Bánov je obec na Slovensku v okrese Nové Zámky. Obec tvoří dvě katastrální území: Malá Kesa a Bánov. Žije v ní přibližně 3 500 obyvatel. První písemná zmínka o Bánově se nachází na Zoborské listině z roku 1113.

## Historie
První písemná zmínka o Bánově se nachází v druhé Zoborské listině z roku 1113. Území bylo osídleno minimálně od neolitu, což dokazují nálezy z archeologické lokality Zámeček, která se nachází 2,5 km severovýchodně v Nitrianském Hrádku (městská část Šurian). Původně se obec skládala ze dvou samostatných osad zvaných Kescu (dnešní katastrální území Bánov) a Qescu (katastrální území Malá Kesa). Poté, co ves Kescu připadla bánovskému vévodovi, byla přejmenována na Bankeszi. V 15. století patřila ves k zaniklému šurianskému hradu.
Od roku 1663 byla celá oblast kolem Bánova pod správou Osmanské říše a jejích spojenců. V roce 1685 se habsburským vojskům podařilo Osmanskou říši vytlačit, ale původní obyvatelstvo zůstalo z velké části zdecimováno. Nahradili je kolonisté z Moravského Slovácka, Záhoří a Uherského Brodu. Svědčí o tom podobná příjmení a také velmi tvrdé, západní nářečí, které se v obci zachovalo dodnes.
V roce 1787 žilo v 109 domech 941 obyvatel a v roce 1828 žilo 1384 obyvatel v 194 domech.
V letech 1845 a 1857 postihly obec dva velké požáry, které dvakrát zničily většinu budov. I přes obrovské škody se obec vzpamatovala a v roce 1900 byla v provozu železnice, v roce 1905 školní budova se šesti třídami a v roce 1912 obecní dům. Během ledna 1919 převzala kontrolu nad územím Bánova československá armáda, čímž bylo dokončeno začlenění obce do nově vzniklého československého státu. V červnu 1919 zahájila Maďarská republika vojenský útok z východní strany. Českoslovenští vojáci zaujali obranné postavení západně od obce. Následně 1 200 příslušníků československé armády zatlačilo přesilu 4 000 maďarských vojáků a osvobodilo obec, která opět přešla pod správu Československa.
Ve dvacátých a třicátých letech 20. století vznikl ochotnický divadelní spolek, dobrovolný hasičský sbor, do kulturní činnosti se zapojila Matica slovenská. V letech 1938–1945 vesnice byla připojena k Maďarsku. Za druhé světové války zažila obec největší útrapy při osvobozování. Dne 28. března 1945 byla obec osvobozena Rudou armádou. Boje si vyžádaly životy 82 vojáků Rudé armády, devadesáti Němců a deseti civilistů. 
Dne 11. června 1948 došlo ke změně názvu obce z Bánovská Kesa na Bánov.
Obec Malá Kesa byla v roce 1113 majetkem zoborského kláštera. K panství Šurany náležela od 15. století a později k šurianské faře. K Bánovu byla přičleněna v roce 1941.

## Přírodní poměry
Obec leží v rovinné části Podunajské nížiny, mezi městy Nové Zámky a Šurany. Obcí protéká řeka Nitra. Do správního území obce zasahuje část přírodní památky Potok Chrenovka.
Pravobřežní val má nadmořskou výšku v rozmezí 119–125 metrů, střed obce leží ve výšce 125 metrů. Rovinaté území je odlesněné a částečně leží na bažinaté nivě řeky Nitry a na terasách pokrytých spraší. Půdy jsou glejové, nivní a černozem. Rozloha obce je 19,76 km², z toho 85 % připadá na zemědělskou půdu. Celkové využití půdy: 80 % orná půda, 51 % zastavěné plochy,  jedno procento jsou lesy atd.
Sousední obce:
|  | Šurany     | Dolný Ohaj |
|  |            | Bešeňov    |
|  | Nové Zámky |            |

## Pamětihodnosti
- Římskokatolický kostel svatého Michaela archanděla z roku 1842
- Kaštel Malá Kesa[8]
- Zámecký park v části Malá Kesa[9]

## Osobnosti
- Veronika Terézia Racková (1958–2016), misionářka (zemřela na následky útoku členů armádní jednotky v Jižním Súdánu)